# Jo Sung-ha
Jo Sung-ha (en hangul, 조성하; hanja: 趙城何; RR: Jo Seong-ha) es un actor de televisión, cine, teatro y musicales surcoreano.

## Biografía
Estudió teatro en el Instituto de las Artes de Seúl.
Está casado con Song Ah-ran y la pareja tiene una hija Jo Soo-hyun (Cho Soo-hyeon).

## Carrera
Es miembro de la agencia C-JeS Entertainment (씨제스엔터테인먼트). Previamente formó parte de la agencia "YG Entertainment".
El 30 de agosto del 2010 se unió al elenco principal de la serie Sungkyunkwan Scandal, donde dio vida al Rey Jeongjo de Joseon.
El 6 de febrero del 2012 se unió al elenco de la serie Korean Peninsula (también conocida como "Hanbando"), donde interpretó a Park Do-myung, el secretario presidencial en jefe.
El 15 de agosto del mismo año apareció como parte del elenco de la película R2B: Return to Base, donde dio vida a Choi Byeong-gil, el general de brigada y comandante del ala de combate número 21.
En febrero del 2013 se unió al elenco recurrente de la serie Iris II: New Generation, donde interpretó a Ha Seung-jin, el actual presidente de Corea del Sur.
En abril del mismo año se unió al elenco recurrente de la serie Gu Family Book, donde dio vida a Dam Pyeong-joon, un antiguo soldado ahora convertido en maestro de artes marciales, así como el padre de Dam Yeo-wool (Suzy).
El 31 de agosto del mismo año se unió al elenco principal de la serie Wang's Family, donde interpretó a Go Min-joong, el esposo de Wang Su-bak (Oh Hyun-kyung), quien luego de declararse en quiebra, comienza un negocio de entregas, hasta el final de la serie el 16 de febrero del 2014.
El 6 de noviembre de 2013 apareció como uno de los personajes principales de la película Commitment (también conocida como "Alumni"), donde dio vida al coronel Moon Sang-chul, un oficial mayor de Corea del Norte.
El 24 de diciembre del mismo año apareció como personaje principal de la película The Suspect, donde interpretó a Kim Seok-ho, un agente del Servicio de Inteligencia Nacional de Corea del Sur (NIS) que tiene la clave de un caso de asesinato y que persigue a Ji Dong-cheol (Gong Yoo).
El 23 de enero del 2016 se unió al elenco principal de la serie Local Hero, donde dio vida a Im Tae-ho, un oficial de policía casado y con tres hijos, que administra una empresa de subcontratación en secreto para mantener a su familia, hasta el final de la serie el 20 de marzo del mismo año.
El 23 de septiembre del mismo año se unió al elenco principal de la serie The K2, donde interpretó a Jang Se-joon, un candidato presidencial que se hace cargo de la corrupción y al padre de Go An-na (Im Yoon-ah), hasta el final de la serie el 12 de noviembre del mismo año.
El 5 de agosto del 2017 se unió al elenco principal de la serie Save Me, donde dio vida a Baek Jung-ki, el manipulador líder del culto de Goosunwon que controla al pueblo, hasta el final de la serie el 24 de septiembre del mismo año.
En septiembre del 2018 se unió al elenco de la serie 100 Days My Prince, donde interpretó a Kim Cha-eon, el malvado, despiadado y poderoso Viceprimer Ministro que también es el suegro del príncipe Lee Yul (D.O.), hasta el final de la serie en octubre del mismo año.
En junio de 2019 se unió al elenco recurrente de la serie Arthdal Chronicles, donde dio vida a Hae Mi-hol, el jefe de la tribu Hae y el padre de Tae Al-ha (Kim Ok-bin).
El 11 de marzo de 2020 se unió al elenco principal de la serie Memorist, donde interpretó a Lee Shin-woong, el ambicioso subdirector de la policía, hasta el final de la serie el 30 de abril del mismo año.
El 23 de abril del mismo año realizó una aparición especial en la película Time to Hunt, donde dio vida a Bong-sik, un vendedor de armas cuyo hermano gemelo Bong-soo busca vengarse después de que es asesinado.
A principios de 2023 coprotagonizó junto a Lee Bo-young la serie Agency, de jTBC. En ella es un alto directivo de una gran agencia de publicidad.

## Filmografía

### Series de televisión
| Año     | Título                                                             | Personaje               | Notas                           | Ref.          |
| ------- | ------------------------------------------------------------------ | ----------------------- | ------------------------------- | ------------- |
| 2003    | I'll Love You Until Death                                          | -                       |                                 |               |
| 2005    | HDTV Literature - "The Flag"                                       | Mayor General Kim       |                                 |               |
| 2006    | Hwang Jini                                                         | Eom-soo                 |                                 |               |
| 2007    | Drama City - "North Koreans to Come Out of Hiding"                 | Kim Mu-sa               |                                 |               |
| 2008    | The Great King, Sejong                                             | Yi Soo                  |                                 |               |
| 2008    | Wife and Woman                                                     | Seo Wook-hyun           | 156 episodios                   |               |
| 2010    | The Slave Hunters                                                  | Lee Jae-joon            | Aparición especial              |               |
| 2010    | Sungkyunkwan Scandal                                               | Rey Jeongjo             |                                 |               |
| 2010    | Flames of Desire                                                   | Kim Young-joon          |                                 |               |
| 2011    | Drama Special: White Christmas                                     | Presentador             |                                 |               |
| 2011    | My Princess                                                        | Padre de Park Dong-jae  |                                 |               |
| 2011    | Paradise Ranch                                                     | Padre de Park Jin-young |                                 |               |
| 2011    | Romance Town                                                       | Hwang Yong              |                                 |               |
| 2011    | Living in Style                                                    | -                       | Aparición especial              |               |
| 2012    | Korean Peninsula                                                   | Park Do-myung           | 18 episodios                    |               |
| 2012    | Read My Lips                                                       | -                       | Aparición especial              |               |
| 2012    | Drama Special - "The Whereabouts of Noh Sook-ja"                   | Det. Park Bu-dong       | 1 episodio                      |               |
| 2012    | The Innocent Man                                                   | Dr. Seok Min-hyuk       | 3 episodios                     |               |
| 2013    | Iris II: New Generation                                            | Pdte. Ha Seung-jin      |                                 |               |
| 2013    | Gu Family Book                                                     | Dam Pyeong-joon         | 24 episodios                    |               |
| 2013-14 | Wang's Family                                                      | Go Min-joong            | 50 episodios                    |               |
| 2015    | Splendid Politics                                                  | Kang Joo-sun            | 50 episodios                    |               |
| 2016    | Local Hero                                                         | Im Tae-ho               | 16 episodios                    |               |
| 2016    | The K2                                                             | Jang Se-joon            | 16 episodios                    |               |
| 2017    | Save Me                                                            | Baek Jung-ki            | 16 episodios                    | [ 19 ]        |
| 2017    | Hospital Ship                                                      | Song Jae-joon           | Ep. 21                          |               |
| 2017    | A Korean Odyssey                                                   | Hombre                  | Ep. 5                           |               |
| 2018    | Miss Hammurabi                                                     | Profesor                | Aparición especial, ep. 13      |               |
| 2018    | 100 Days My Prince                                                 | Kim Cha-eon             | 16 episodios                    |               |
| 2019    | Arthdal Chronicles Part 1: The Children of Prophecy                | Hae Mi-hol              |                                 |               |
| 2019    | Arthdal Chronicles Part 2: The Sky Turning Inside Out, Rising Land | Hae Mi-hol              |                                 |               |
| 2019    | Arthdal Chronicles Part 3: The Prelude To All Legends              | Hae Mi-hol              |                                 |               |
| 2019    | Flower Crew: Joseon Marriage Agency                                | Rey                     | Aparición especial, 2 episodios |               |
| 2020    | Memorist                                                           | Lee Shin-woong          | 16 episodios                    |               |
| 2020-21 | Delayed Justice                                                    | Jo Gi-soo               |                                 |               |
| 2021    | Like Butterfly                                                     | Lee Moo-young           |                                 |               |
| 2021    | Lovers of the Red Sky                                              | Rey Sejong              |                                 | [ 20 ] [ 21 ] |
| 2022    | Adamas                                                             | Lee Chang-woo           |                                 | [ 22 ]        |
| 2023    | Our Blooming Youth                                                 | Han Jung-eon            |                                 | [ 23 ]        |
| 2023    | Agency                                                             | Choi Chang-su           |                                 | [ 18 ] [ 24 ] |
| 2024    | Cautivar a un rey                                                  | Kim Jong-bae            |                                 | [ 25 ] [ 26 ] |

### Películas
| Año  | Título                                                 | Personaje                 | Notas                                                                                           | Ref.          |
| ---- | ------------------------------------------------------ | ------------------------- | ----------------------------------------------------------------------------------------------- | ------------- |
| 1997 | Insh'allah                                             | -                         | Junto a Choi Min-soo y Lee Young-ae                                                             |               |
| 2001 | Volcano High                                           | Maestro de Coreano        | Junto a Jang Hyuk, Shin Min-a, Kim Su-ro, Kwon Sang-woo y Gong Hyo-jin                          |               |
| 2004 | Spider Forest                                          | Choi Jong-pil             | Junto a Kam Woo-sung, Kang Kyeong-heon, Suh Jung y Jang Hyun-sung                               |               |
| 2004 | A Smile                                                | Instructor de Vuelo       | Junto a Chu Sang-mi, Park Won-sang, Son Byong-ho y Jin Kyung                                    |               |
| 2005 | Feathers in the Wind                                   | Tío                       | Junto a Jang Hyun-sung, Lee So-yeon y Kim Dae-ryeong                                            |               |
| 2005 | Never to Lose                                          | Presidente Jang           | Junto a Kim Min-joon, Heo Joon-ho, Nam Sang-mi y Park Sang-myun                                 |               |
| 2005 | The Peter Pan Formula                                  | Entrenador Park           | Junto a On Joo-wan, Kim Ho-jung, Ok Go-woon y Park Min-ji                                       |               |
| 2006 | The Art of Fighting                                    | Dong-soo                  | Junto a Baek Yoon-sik, Jae Hee, Kim Eung-soo, Choi Yeo-jin y Park Won-sang                      |               |
| 2006 | Running Wild                                           | Juez                      | Junto a Kwon Sang-woo, Yoo Ji-tae, Son Byong-ho y Uhm Ji-won                                    |               |
| 2006 | Bewitching Attraction                                  | Park Seok-ho              | Junto a Moon So-ri, Ji Jin-hee, Park Won-sang y Kim Won-joon                                    |               |
| 2006 | The Bad Utterances                                     | Mtro. de Educación Física | Junto a Yeo Min-gyu, Ahn Sung-ki, Yang Eun-yong y Yoo Seung-mok                                 |               |
| 2006 | Fly, Daddy, Fly                                        | Cha Joo-oh                | Junto a Lee Joon-gi, Lee Moon-sik, Kim So-eun y Hyun Woo                                        |               |
| 2006 | Cinderella                                             | Padre de Hyeon-su         | Junto a Do Ji-won, Shin Se-kyung, Ahn Gyu-ryun, Yoo Da-in y Jeon So-min                         |               |
| 2007 | The Elephant on the Bike                               | Cuñado                    | Junto a Yang Jin-woo, Kim Jung-hwa, Oh Kwang-rok y Park Hyo-joo                                 |               |
| 2007 | Who's That Knocking at My Door?                        | Choi Byung-chul           | Junto a Im Ji-kyu, Im Ji-yun, Lee Hyun-jung y Lee Jin-mok                                       |               |
| 2008 | My Friend & His Wife                                   | Jefe de Departamento      | Junto a Jang Hyun-sung, Park Hee-soon, Hong So-hee y Jo Yong-joon                               |               |
| 2009 | Short! Short! Short! 2009: Show Me the Money           | -                         | (corto: "Fastest Man in the World") - Junto a Jo Eun-ji y Oh Dal-su                             |               |
| 2009 | The Executioner                                        | Yong-doo                  | Junto a Cho Jae-hyun, Yoon Kye-sang, Park In-hwan, Cha Soo-yeon y Jeon Mi-seon                  |               |
| 2010 | Bloody Innocent                                        | Detective Kang            |                                                                                                 |               |
| 2010 | Dear Music: That is, Their Fantasy Heading for the Sea | -                         |                                                                                                 |               |
| 2010 | She Came From                                          | Dong-yeon                 | Junto a Han Joo-young                                                                           |               |
| 2010 | The Recipe                                             | Park-min / Park-gu        | Junto a Ryu Seung-ryong, Lee Yo-won, Lee Dong-wook y Lee Yong-nyeo                              |               |
| 2010 | The Yellow Sea                                         | Tae-won                   | Junto a Ha Jung-woo, Kim Yoon-seok, Lee Chul-min, Kwak Do-won y Lee El                          |               |
| 2011 | Perfect City                                           | -                         |                                                                                                 |               |
| 2011 | Hwacha                                                 | -                         |                                                                                                 |               |
| 2011 | Bleak Night                                            | Padre de Ki-tae           | Junto a Lee Je-hoon, Seo Jun-young, Park Jung-min y Lee Cho-hee                                 |               |
| 2011 | Always                                                 | Jefe de Sección Choi      | Junto a So Ji-sub, Han Hyo-joo, Park Chul-min, Yoon Jong-hwa y Oh Kwang-rok                     |               |
| 2011 | Sunday Punch (The Final Blow)                          | Mr. Choi                  | Junto a Kim Jeong-hoon, Yoon Jin-seo, Oh Kwang-rok y Cha Hwa-yeon                               |               |
| 2012 | Helpless                                               | Kim Jong-geun             | Junto a Kim Min-hee, Lee Sun-kyun, Song Ha-yoon, Cha Soo-yeon y Lee Hee-joon                    |               |
| 2012 | A Millionaire on the Run                               | Director General Han      | Junto a J.Y. Park, Min Hyo-rin, Cho Jin-woong y Lee Geung-young                                 |               |
| 2012 | R2B: Return to Base                                    | Gral. Choi Byeong-gil     | Junto a Rain, Shin Se-kyung, Yoo Jun-sang, Lee Ha-na y Lee Jong-suk                             |               |
| 2012 | Circle of Crime (Director's Cut: Cold City)            | Don Il-ho                 | Junto a Seo Young-hee, Lee Ki-young, Kim Suk-hoon, Ahn Gil-kang y Jung Ae-ri                    |               |
| 2013 | Pluto                                                  | Detective Park            | Junto a Lee David, Sung Joon, Kim Kkot-bi, Kim Kwon y Ryu Kyung-soo                             |               |
| 2013 | Commitment                                             | Cnel. Moon Sang-chul      | Junto a T.O.P, Han Ye-ri, Kim Yoo-jung, Yoon Je-moon y Park Sung-woong                          | [ 7 ]         |
| 2013 | IRIS 2: The Movie                                      | Pdte. Ha Seung-jin        | Junto a Lee Da-hae, Lee Beom-soo, Oh Yeon-soo, Doojoon y Lee Joon                               |               |
| 2013 | The Suspect                                            | Kim Seok-ho               | Junto a Gong Yoo, Park Hee-soon, Kim Sung-kyun, Jo Jae-yoon y Kim Eui-sung                      |               |
| 2015 | The Himalayas                                          | Lee Dong-gyu              | Junto a Hwang Jung-min, Jung Woo, Kim In-kwon, Ra Mi-ran y Kim Won-hae                          |               |
| 2018 | Desert of no Return (Taklamakan)                       | Tae-shik                  | Junto a Ha Yoon-kyung, Gong Sang-ah, Kim Tae-han y Kim Hyun                                     | [ 27 ]        |
| 2020 | Time to Hunt                                           | Bong-sik / Bong-soo       | Junto a Lee Je-hoon, Choi Woo-shik, Ahn Jae-hong, Park Jung-min y Park Hae-soo                  |               |
| 2022 | Serve the People                                       | Comandante de división    | Junto a Yeon Woo-jin y Ji An                                                                    | [ 28 ]        |
| 2022 | The Night Owl                                          | Young Eui-jeong           | Junto a Ryu Jun-yeol, Yoo Hae-jin, Park Myung-hoon, Kim Sung-cheol, Ahn Eun-jin y Choi Moo-sung | [ 29 ] [ 30 ] |

### Narrador
| Año  | Título               | Notas      |
| ---- | -------------------- | ---------- |
| 2017 | 5.18 Hinzpeter Story | (película) |

### Aparición de programas de variedades
| Año  | Título   | Función  | Notas                             |
| ---- | -------- | -------- | --------------------------------- |
| 2017 | Life Bar | Invitado | Ep. 38                            |
| 2017 | Taxi     | Invitado | Junto a Ok Taecyeon y Jo Jae-yoon |

### Presentador
| Año  | Evento                          | Notas                    |
| ---- | ------------------------------- | ------------------------ |
| 2013 | 이야기 속 이야기 사건.사람.현상 | (programa)               |
| 2018 | 32nd Golden Disc Awards         | presentador de categoría |

### Teatro / Musicales
| Año  | Título                         | Personaje   | Notas     |
| ---- | ------------------------------ | ----------- | --------- |
| 1990 | Cats                           | -           | (musical) |
| 1991 | West Side Story                | -           |           |
| 1994 | Man of La Mancha               | Don Quixote | (musical) |
| 2007 | Aishiteru                      | Kimura      |           |
| 2014 | Priscilla, Queen of the Desert | Bernadette  |           |

### Aparición en videos musicales
| Año  | Intérpretes | Canción                                | Notas |
| ---- | ----------- | -------------------------------------- | ----- |
| 2011 | 8Eight      | "Covering Those Lips (Close That Lip)" |       |

## Premios y nominaciones
| Año  | Premio                                            | Categoría                                                 | Trabajo               | Resultado | Ref.   |
| ---- | ------------------------------------------------- | --------------------------------------------------------- | --------------------- | --------- | ------ |
| 2011 | 48th Grand Bell Award                             | Best Supporting Actor                                     | The Yellow Sea        | Ganador   |        |
| 2011 | 32nd Blue Dragon Film Award                       | Best Supporting Actor                                     | The Yellow Sea        | Nominado  | [ 32 ] |
| 2011 | KBS Drama Award                                   | Best Supporting Actor                                     | Romance Town          | Nominado  |        |
| 2012 | 16th Puchon International Fantastic Film Festival | It Star Award                                             | -                     | Ganador   |        |
| 2012 | 20th Korean Culture and Entertainment Award       | Excellence Award, Actor in a Film                         | Helpless              | Ganador   |        |
| 2012 | 21st Buil Film Award                              | Best Supporting Actor                                     | Helpless              | Nominado  |        |
| 2012 | 33rd Blue Dragon Film Award                       | Best Supporting Actor                                     | Helpless              | Nominado  |        |
| 2013 | KBS Drama Award                                   | Excellence Award, Actor in a Serial Drama                 | Wang's Family         | Ganador   | [ 33 ] |
| 2014 | 50th Baeksang Arts Award                          | Best Supporting Actor                                     | The Suspect           | Nominado  | [ 34 ] |
| 2021 | 2021 SBS Drama Award                              | Best Supporting Actor in a Miniseries Genre/Fantasy Drama | Lovers of the Red Sky | Nominado  |        |